# Synchlora excurvaria
Synchlora excurvaria là một loài bướm đêm trong họ Geometridae.